# Oldendorf (Zeven)
Oldendorf (niederdeutsch Olendörp) ist ein Ortsteil der Stadt Zeven im niedersächsischen Landkreis Rotenburg (Wümme). Oldendorf ist stark landwirtschaftlich geprägt.

## Geografie
Oldendorf ist etwa 1,5 km von der Kernstadt Zeven entfernt.

## Geschichte
Es gibt frühe menschliche Zeugnisse in der Region, wie das Hügelgräberfeld Steinalkenheide. Oldendorf gehörte bis 1141 zum Kirchspiel Heeslingen. Mit der Verlegung des Klosters von Heeslingen nach Zeven kam der Ort zum neu gegründeten Kirchspiel Zeven. Die Höfe kamen im Laufe des Mittelalters zum Großteil in die Abhängigkeit des Klosters in Zeven. 1254 übertrug Heinricus de Oldenthorpe dem Kloster Zeven 2 domos in Oldendorf. Vor 1500 war das Dorf Oldendorf wüst. Wieder mit Bauern besetzt wurde es vom Probst des Klosters Zeven. Ursprünglich soll es in Oldendorf vier Hofstellen gegeben haben. Nach 1500 wurden in den Zevener Klosterakten für den Ort ein voller Hof und sechs halbe Höfe genannt, zu denen bis 1600 drei Kötnerstellen hinzukamen.
Im Zuge der Gebietsreform in Niedersachsen wurde die zuvor selbständige Gemeinde Oldendorf am 1. März 1974 in die Gemeinde Zeven eingegliedert. Am 31. Dezember 2021 lebten in Oldendorf 297 Menschen.

## Vereine
- SV Viktoria Oldendorf

## Galerie

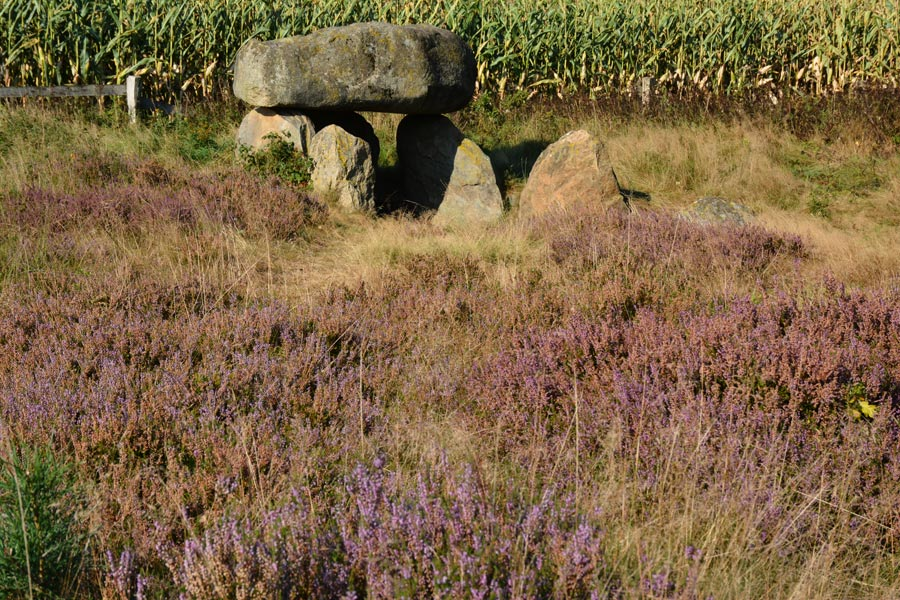
Steinalkenheide in Oldendorf
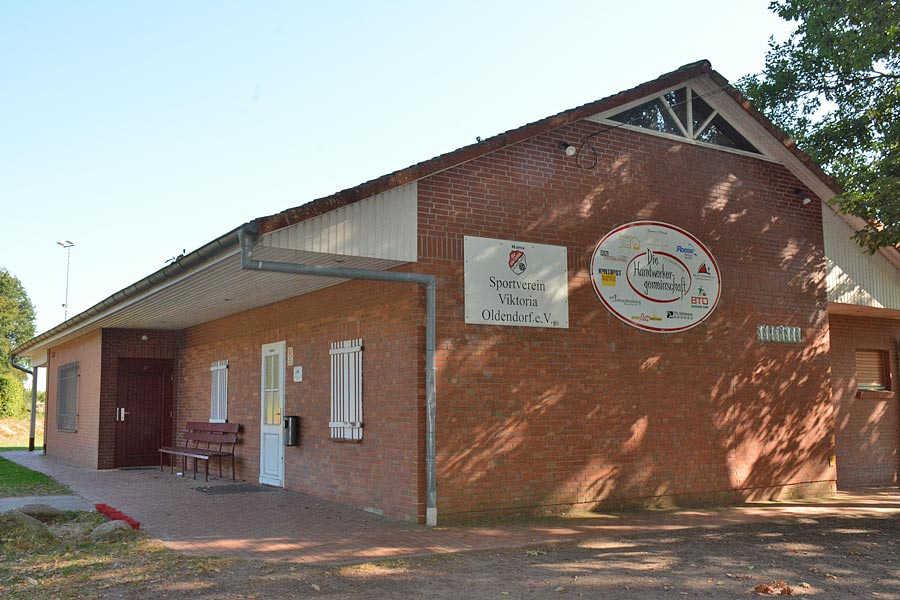
Vereinsheim des SV Viktoria Oldendorf
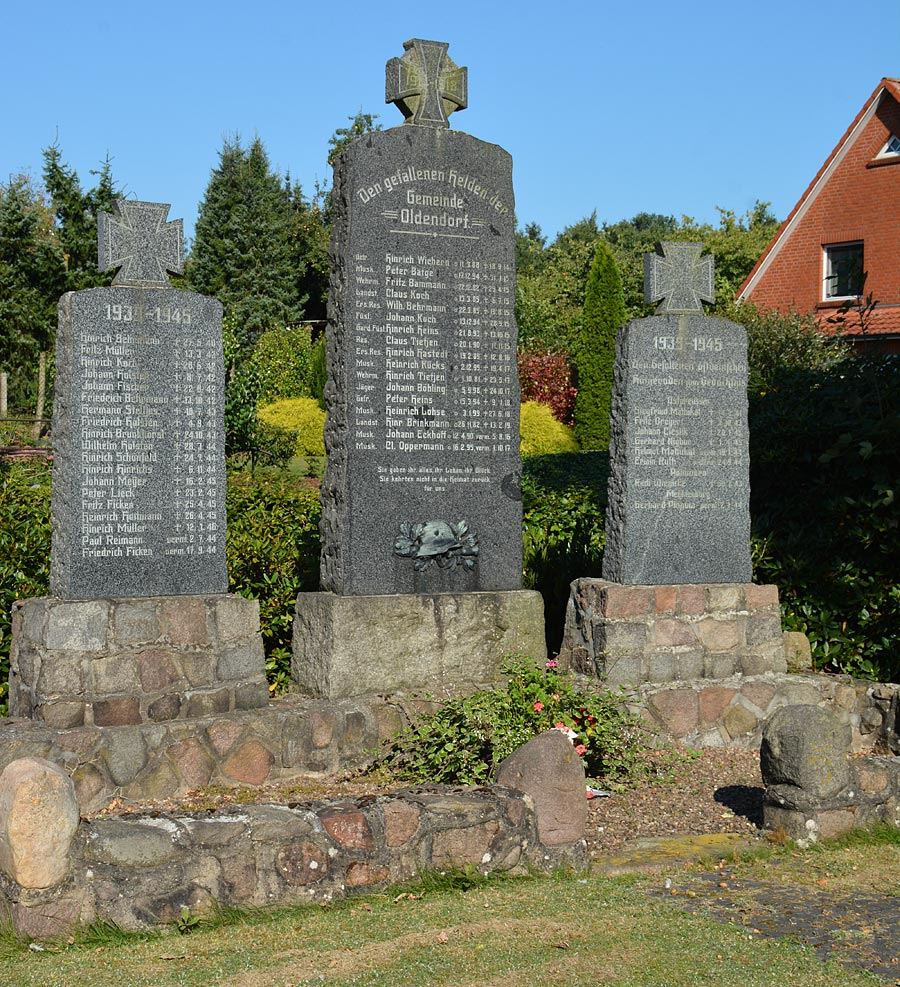
Ehrenmal in Oldendorf